# Municipio de Walpack
El municipio de Walpack (en inglés: Walpack Township) es un municipio ubicado en el condado de Sussex en el estado estadounidense de Nueva Jersey. En el año 2006 tenía una población de 40 habitantes y una densidad poblacional de 0.7 personas por km².

## Geografía
El municipio de Walpack se encuentra ubicado en las coordenadas 41°7′32″N 74°54′44″O / 41.12556, -74.91222.

## Demografía
Según la Oficina del Censo en 2000 los ingresos medios por hogar en el municipio eran de $22,250 y los ingresos medios por familia eran $22,250. Los hombres tenían unos ingresos medios de $46,250 frente a los $0 para las mujeres. La renta per cápita para la localidad era de $17,624. Alrededor del 0% de la población estaba por debajo del umbral de pobreza.